# Carolyn Hayman
Anne Carolyn Hayman OBE (* 23. April 1951 in Crediton, Devon (England), Großbritannien) ist eine britische Friedensaktivistin. Sie war Mitbegründerin der Friedensorganisation Peace Direct.

## Leben und Wirken
Hayman wurde 1951 in Crediton als mittlere von drei Töchtern des Mathematiker-Ehepaares Walter Hayman und Margaret Riley Crann geboren. Sie entstammt der weitverzweigten Familie des Philosophen Moses Mendelssohn. Der deutsche Mathematiker Kurt Hensel war einer ihrer Urgroßväter.
Sie besuchte die Putney High School for Girls in London und erwarb anschließend einen B.A. in Klassischer Philologie und Philosophie.
Hayman war Geschäftsführerin der Foyer Federation, einer britischen Jugendhilfeorganisation.
Für ihren Einsatz in diesem Bereich wurde sie im Jahr 2003 zum Officer of the Britisch Empire (OBE) ernannt. Im selben Jahr gründete sie gemeinsam mit Scilla Elworthy in London die nichtstaatliche Non-Profit-Organisation Peace Direct, die weltweit die Arbeit von lokalen Friedensstiftern in Konfliktregionen unterstützt, und ist seit 2004 deren Chief Executive.
Gemeinsam mit ihrer Schwester Daphne verwaltet sie den Margaret Hayman Charity Trust, den ihre Mutter 1973 gegründet hatte. Außerdem ist sie Vorstandsmitglied beim Global Greengrants Fund UK und zählt dort zu den People with Significant Control.

## Ehrungen
- 2003: Officer of the Most Excellent Order of the British Empire

## Veröffentlichungen (Auswahl)
- Maximizing the Potential of Locally Led Peacebuilding in Conflict Affected States. In: Is Local Beautiful? Peacebuilding between International Interventions and Locally Led Initiatives. Springer, Dordrecht 2013, ISBN 978-3-319-00305-4, doi:10.1007/978-3-319-00306-1_5.
- Local First in Peacebuilding. In: Peace Review. 13. Februar 2013, doi:10.1080/10402659.2013.759756 (englisch).